# Кардеал-да-Силва
Кардеал-да-Силва (порт. Cardeal da Silva)  —  муниципалитет в Бразилии. входит в штат Баия. Составная часть мезорегиона Северо-восток штата Баия. Входит в экономико-статистический  микрорегион Энтри-Риус, который входит в Северо-восток штата Баия. Население составляет 9226 человек на 2006 год. Занимает площадь 184,859 км². Плотность населения — 49,9 чел./км².

## Статистика
- Валовой внутренний продукт на 2003 год составляет 31 177 281,00 реалов (данные: Бразильский институт географии и статистики).
- Валовой внутренний продукт на душу населения на 2003 год составляет 3592,68 реалов (данные: Бразильский институт географии и статистики).
- Индекс развития человеческого потенциала на 2000 год составляет 0,602 (данные: Программа развития ООН).